# Klasični japanski jezik
Klasični japanski jezik (中古日本語 chūko nihongo) je naziv za japanski jezik korišćen između 794. i 1185, u razdoblju poznatom kao Period Heijan. On je naslednik starojapanskog.

## Istorija
S obzirom da je starojapanski preuzeo i prilagodio kinesko pismo za pisanje japanskog jezika, tokom klasičnog perioda pojavila su se dva nova pisma: hiragana i katakana. Ovaj razvoj uprostio je pisanje i doneo novo doba u književnosti sa klasicima kao što su Priča o Gendžiju (源氏物語, Genji Monogatari), Priča o sekaču bambusa (竹取物語; Taketori Monogatari), Priče o Isi (伊勢物語, Ise monogatari) i mnoge druge.